# Kerstin Bouveng
Kerstin Bouveng, ogift Berlin, född 14 maj 1929 i Östersund, Jämtlands län, är en svensk sjukgymnast och politiker (moderat). Hon är mor till riksdagsledamoten Helena Bouveng.
Kerstin Bouveng är dotter till jägmästaren Nils Kristian Berlin och Clara, ogift Wengler. Efter studentexamen 1947 studerade hon vidare och tog sjukgymnastexamen 1950. Från 1951 arbetade hon sedan som sjukgymnast i såväl Sverige som utomlands.
Hon var president i Inner Wheel 1968–1970, Fredrika-Bremer-Förbundet 1970–1972 och var ordförande för kommunfullmäktige i Vetlanda kommun från 1985. Hon var den första kvinnliga moderaten i Jönköpings län som blev som kf-ordförande. Hon har också haft uppdrag som nämndeman.
Kerstin Bouveng gifte sig 1956 med ingenjören, sedermera Sapa-grundaren Nils Bouveng (1929–2006) och fick barnen Kristian 1957, Susanna 1959, Helena 1962 och Katarina 1964.